# Мішел Влап
Мішел Влап (нід. Michel Vlap; нар. 2 червня 1997, Снек) — нідерландський футболіст, півзахисник клубу «Твенте».
Виступав, зокрема, за клуб «Геренвен» та молодіжну збірну Нідерландів.

## Клубна кар'єра
Народився 2 червня 1997 року в місті Снек. Вихованець футбольної школи клубу «Геренвен». Дорослу футбольну кар'єру розпочав 2016 року в основній команді того ж клубу, кольори якого захищав до 2019 року.
З 2019 по 2022 роки захищав кольори бельгійського клубу «Андерлехт» у цей же період на правах оренди виступав за німецьку «Армінію» та «Твенте».
4 липня 2022 року «Андерлехт» та «Твенте» узгодили трансфер гравця після чого Влап уклав з «Твенте» трирічний контракт.

## Виступи за збірні
2014 року дебютував у складі юнацької збірної Нідерландів, взяв участь у 10 іграх на юнацькому рівні.
З 2018 року залучається до складу молодіжної збірної Нідерландів, взяв участь у 3 матчах на молодіжному рівні.

## Досягнення
Особисті досягнення
- Команда місяця Ередивізі (3): березень 2024[4], жовтень 2024[5], листопад 2024[6]